# Odo Haas
Odo Haas OSB (* 4. März 1931 in Karlstadt als Walter Haas; † 17. Februar 2019 in Waegwan, Südkorea) war ein deutscher Benediktiner und Abt des Benediktinerklosters Waegwan in Südkorea.

## Leben
Haas besuchte das Gymnasium in Münsterschwarzach und Würzburg. Nach seinem Abitur 1952 am Alten Gymnasium in Würzburg trat er der Ordensgemeinschaft der Benediktiner in der Abtei Münsterschwarzach bei und feierte 1957 seine Profess. Nach seiner philosophischen und theologischen Ausbildung empfing er am 6. Juli 1958 die Priesterweihe durch den Würzburger Bischof Josef Stangl. Ab 1959 war er als Missionar in einem 1956 gegründeten Priorat im südkoreanischen Waegwan eingesetzt, zudem als Pfarrer in verschiedenen Gemeinden. 1964 erfolgte die Erhebung zu einer Abtei; Odo Haas wurde am 28. April 1964 zum ersten Abt des Benediktinerklosters Waegwan gewählt.
1972 wechselte er nach Tokio zum Wiederaufbau einer benediktinischen Gemeinschaft. 1982 wurde er auf Wunsch von Papst Johannes Paul II. betraut mit dem Wiederaufbau eines Klosters in Digos in der philippinischen Provinz Davao del Sur auf der Insel Mindanao und war dort als Superior des Konventualpriorats Digos tätig. Weitere Missionseinsätze bis 2004 folgten in Indien, China und Taiwan. Von 2005 bis 2008 war er auf Bitten von Abtprimas Notker Wolf in der Benediktinerabtei Sankt Paul vor den Mauern in Rom für die Wiederbelebung des aussterbenden Klosters tätig. Bis zu seinem Tode lebte er wieder in Waegwan.
Haas sprach neben seiner Muttersprache Deutsch auch Englisch, Koreanisch, Japanisch und Cebuano.

## Schriften
- Paulus der Missionar, Vier Türme GmbH 1999, ISBN 978-3-87868-004-8